# Roland Oliver
Pour les articles homonymes, voir Oliver.
Roland Anthony Oliver, né le 30 mars 1923 à Srinagar en Inde et mort le 9 février 2014 dans le Berkshire, est un historien britannique, chercheur, et professeur émérite de l'École des études orientales et africaines de l'université de Londres, spécialisé dans l'histoire de l'Afrique.
En collaboration avec John Donnelly Fage, il est le fondateur de la revue scientifique britannique The Journal of African History et l'éditeur de la monumentale Cambridge History of Africa. Ils publièrent également ensemble A Short History of Africa, plusieurs fois réédityé et traduite.